# John Hempleman
John Hempleman is een Nieuw-Zeelands voormalig motorcoureur. 

## Carrière
John Hempleman debuteerde in het wereldkampioenschap wegrace met een 21e plaats in de 350cc-Junior TT van de TT van Man van 1955. Tijdens de TT van Assen van 1955 raakte hij betrokken bij de rijdersstaking, waarbij de 350cc-coureurs na één ronde het rennerskwartier inreden. Deze staking leverde alle deelnemers een schorsing gedurende de eerste helft van 1956 op, maar Hempleman kwam in dat jaar helemaal niet aan de start. In het seizoen 1957 reed hij weer met zijn Norton Manx's in het WK, maar hij scoorde geen punten. Dat gebeurde ook in het seizoen 1958, maar in het seizoen 1959 scoorde hij zowel in de 350- als de 500cc-klasse punten. Hij won de 350cc-race van de GP van de DDR, die niet meetelde voor het wereldkampioenschap. 

### MZ-fabrieksrijder
Voor het seizoen 1960 was Hempleman van plan om weer als privérijder met zijn Nortons te starten. Dave Chadwick kreeg een fabriekscontract bij het Oost-Duitse merk MZ om Ernst Degner te ondersteunen bij zijn jacht op de wereldtitel. Op 15 mei, een week voor aanvang van het WK-seizoen, verongelukte Chadwick echter in het Belgische Mettet. Hierop werd John Hempleman gevraagd de fabrieksmachines in zijn plaats te rijden. Hij werd in de 125cc-Ultra-Lightweight TT vierde, evenals in de 250cc-race van de TT van Assen. In de 125cc-race van de Belgische Grand Prix reed hij samen met Bruno Spaggiari de snelste ronde, maar hij werd tweede achter teamgenoot Degner. Na een zesde plaats in de 125cc-race van de Ulster Grand Prix sloot hij het seizoen af als vijfde in de eindstand van de 125cc-klasse. In de Grand Prix van de DDR won hij zowel de 250- als de 500cc-race. 

## Wereldkampioenschap wegrace resultaten
| Jaar | Klasse | Team  | Motorfiets | 1       | 2       | 3       | 4       | 5       | 6       | 7       | 8     | Punten | Plaats | Wereldkampioen                                |
| ---- | ------ | ----- | ---------- | ------- | ------- | ------- | ------- | ------- | ------- | ------- | ----- | ------ | ------ | --------------------------------------------- |
| 1955 | 350 cc | Privé | Norton 40M |         | FRA -   | IOM 21  | DUI -   | BEL 12  | NED DNF | ULS -   | NAT - | 0      | -      | Bill Lomas, Moto Guzzi Monocilindrica 350     |
| 1955 | 500 cc | Privé | Norton 30M | SPA -   | FRA -   | IOM DNF | DUI -   | BEL 12  | NED -   | ULS -   | NAT - | 0      | -      | Geoff Duke, Gilera 500 4C                     |
| 1957 | 350 cc | Privé | Norton 40M | DUI -   | IOM 23  | NED -   | BEL 14  | ULS -   | NAT -   |         |       | 0      | -      | Keith Campbell, Moto Guzzi Monocilindrica 350 |
| 1957 | 500 cc | Privé | Norton 30M | DUI -   | IOM DNF | NED 7   | BEL DNF | ULS 11  | NAT -   |         |       | 0      | -      | Libero Liberati, Gilera 500 4C                |
| 1958 | 350 cc | Privé | Norton 40M | IOM 15  | NED -   | BEL 9   | DUI -   | ZWE -   | ULS -   | NAT -   |       | 0      | -      | John Surtees, MV Agusta 350 4C                |
| 1958 | 500 cc | Privé | Norton 30M | IOM DNF | NED 8   | BEL 11  | DUI -   | ZWE DNF | ULS DNF | NAT -   |       | 0      | -      | John Surtees, MV Agusta 500 4C                |
| 1959 | 350 cc | Privé | Norton 40M | FRA 9   | IOM -   | DUI 5   |         |         | ZWE -   | ULS 6   | NAT 4 | 6      | 9e     | John Surtees, MV Agusta 350 4C                |
| 1959 | 500 cc | Privé | Norton 30M | FRA 17  | IOM -   | DUI 5   | NED DNF | BEL DNF |         | ULS 8   | NAT 6 | 4      | 10e    | John Surtees, MV Agusta 500 4C                |
| 1960 | 125 cc | MZ    | MZ RE 125  |         | IOM 4   | NED -   | BEL 2   |         | ULS 6   | NAT DNF |       | 10     | 5e     | Carlo Ubbiali, MV Agusta 125 Bialbero         |
| 1960 | 250 cc | MZ    | MZ RE 250  |         | IOM DNF | NED 4   | BEL -   | DUI -   | ULS -   | NAT DNF |       | 3      | 11e    | Carlo Ubbiali, MV Agusta 250 Bicilindrica     |
| 1960 | 350 cc | Privé | Norton 40M | FRA -   | IOM -   | NED 6   |         |         | ULS -   | NAT -   |       | 1      | 13e    | John Surtees, MV Agusta 350 4C                |
| 1960 | 500 cc | Privé | Norton 30M | FRA 9   | IOM -   | NED -   | BEL 7   | DUI 5   | ULS -   | NAT -   |       | 2      | 13e    | John Surtees, MV Agusta 500 4C                |